# Trapezidera
Trapezidera é um género de coleópteros da família Erotylidae.